# Jeanne Martin Cissé
Pour les articles homonymes, voir Martin et Cissé.
Jeanne Martin Cissé (), née le 6 avril 1926 à Kankan en Guinée et morte le 21 février 2017 à Conakry, est une des premières enseignantes guinéennes de son pays et une femme politique. 
En 1972, elle a été la première femme à présider le Conseil de sécurité des Nations unies. Elle a été également ministre, sous le régime de Sekou Touré, et secrétaire générale de l'Union panafricaine des femmes.

## Biographie

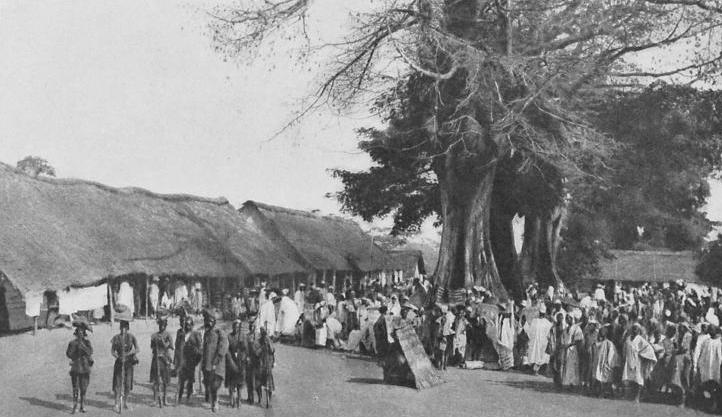
Marché de Kankan en 1912.

Aînée d'une fratrie de sept enfants, elle est née le 6 avril 1926 à Kankan, en Guinée, dans une famille musulmane, d'un père métis, Darricau Martin, employé des PTT, et descendant du côté maternel d'une famille malinké, et d'une mère, Damaye Soumah, sage-femme diplômée, issue d'une famille soussou. Son père veut que ses enfants étudient. Elle fréquente les écoles de Kankan puis passe en 1940 le concours de l’École normale des jeunes filles de l'Afrique de l'Ouest, pour devenir institutrice. Elle est sélectionnée et poursuit sa scolarité dans l'École normale de Rufisque, en internat,  bien loin de sa contrée d'origine. Elle est la première jeune fille de Kankan à être reçue à ce concours, faisant la fierté de sa ville natale de Haute-Guinée,. La scolarité dure quatre ans, et l'École normale est alors dirigée par Germaine Le Goff, dont le projet éducatif s'emploie à faire de ces adolescentes de futures enseignantes, attachées à leur africanité, soucieuse de la condition féminine et pionnières d'un certain progrès, même si une logique coloniale reste sous-jacente avec par exemple l'emploi exclusif de la langue française. La volonté de la directrice de l'établissement est également de gommer les différents territoires dont sont issues les élèves pour favoriser une approche panafricaine : « Nous étions vingt-six dans notre promotion. Comme Guinéennes, nous n'étions que trois. Mais nous ne parlions pas de Guinée, de Sénégal, de Côte d'Ivoire », précisera Jeanne Martin Cissé ultérieurement, « nous parlions d'Afrique »,.

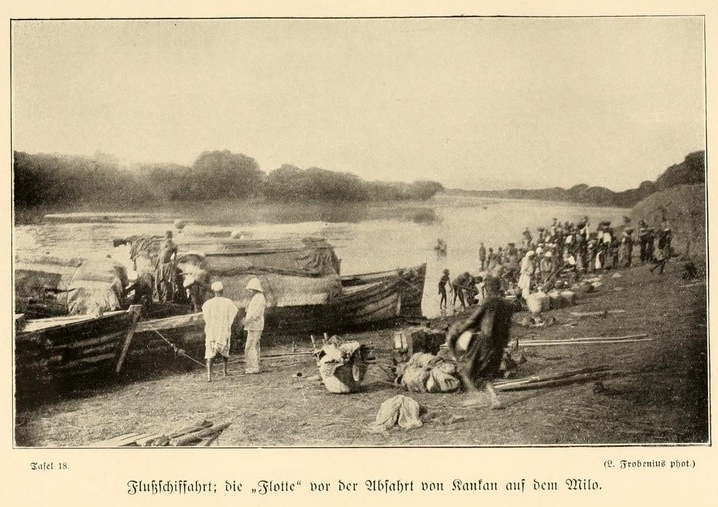
Expédition allemande du début du XXe siècle à Kankan sur les bords du Milo.

Diplôme en poche, elle est affectée en 1944, comme institutrice, à l'école des filles de Kankan. En 1946, elle épouse Mohamed Camara, un inspecteur de police qu’elle ne connaît pas, respectant la décision de sa famille. Encouragée par son époux et par une amie de Rufisque, Sarata Diané, elle devient membre de l’Union mandingue en 1946, une association régionale. À l'issue de la Seconde Guerre mondiale, sans rentrer réellement dans un processus de décolonisation, la seconde assemblée constituante française finalise en octobre 1946 la constitution de la quatrième République, et crée dans ce cadre institutionnel l'Union française, regroupant la métropole, les départements et territoires d'outre-mer, des territoires sous mandat et des États sous protectorat. Concomitamment émerge, dans les anciennes colonies de l'Afrique de l'Ouest, le Rassemblement démocratique africain (RDA) voulant fédérer les mouvements régionaux dans une logique panafricaine. Jeanne Martin commence à fréquenter, avec prudence, le milieu des fonctionnaires, qui se politise rapidement, et fait notamment la connaissance de Sékou Touré, alors syndicaliste PTT. Fin 1946, alors qu’elle est enceinte de trois mois, son mari meurt dans un accident de voiture. Elle-même change d'affectation et est nommée à Conakry. Après une période d’hésitation, elle adhère au RDA en décembre 1947,.

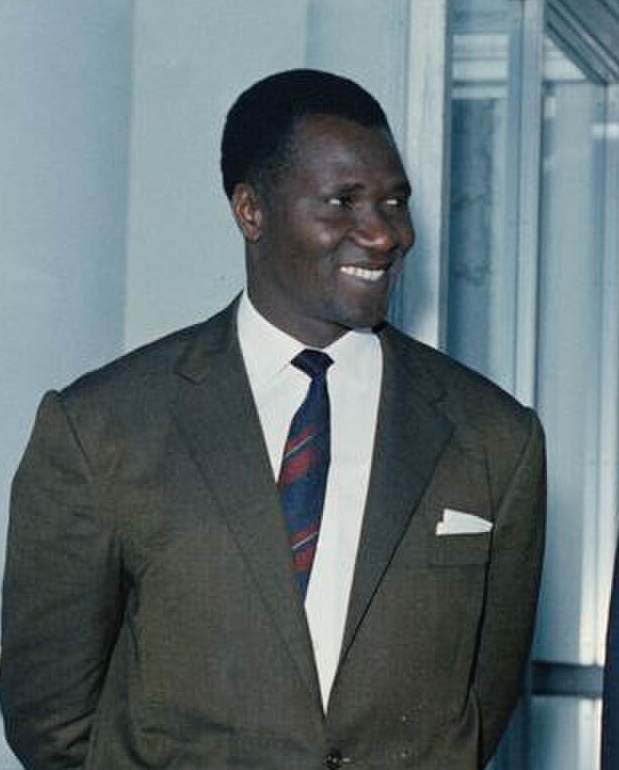
Ahmed Sekou à la Maison-Blanche en 1962.

En 1948, elle se remarie à Ansoumane Touré, un des fondateurs du Parti démocratique guinéen (PDG) animé notamment par Sékou Touré. En 1949, elle  s'installe à Dakar, à la suite d'une mutation de Ansoumane Touré, fonctionnaire, dans cette ville du Sénégal. Sur place, ils continuent l'un et l'autre à militer et rejoignent l'Union démocratique sénégalaise (UDS), affiliée au Parti communiste français et constituant une des branches du RDA. Sékou Touré, qui passe souvent au Sénégal et dont le couple est proche, la persuade de représenter les femmes sénégalaises de l'UDS-RDA au congrès de la Fédération internationale démocratique des femmes (FIDF), en octobre 1954 à Asnières. Elle effectue, à cette occasion son premier voyage en Europe avec sa fille nouveau-née. La FIDF est une organisation internationale pacifiste et antifasciste, proche des communistes. À son retour elle devient la secrétaire générale de l'Union des femmes du Sénégal, l'organisation des femmes de l'UDS. En 1958, elle effectue à nouveau deux autres voyages, au congrès de la FIDF à Vienne puis dans les pays communistes, en Chine et en Russie notamment. Elle revient en Guinée après le NON de ce pays au référendum de septembre : son mari, comme tous les fonctionnaires guinéens, a dû quitter le Sénégal et a été nommé directeur de cabinet du ministre de la Santé dans la nouvelle République de Guinée, devenue indépendante. Sékou Touré est désormais à la tête du pays, et il fait du Parti démocratique guinéen (PDG) le parti unique du régime.
En juillet 1959, elle participe avec quelques déléguées guinéennes, dont Loffo Camara, au premier et unique congrès de l’Union des femmes de l'Ouest africain (UFOA) à Bamako, tentant par cette organisation de maintenir un mouvement féminin panafricain. En juillet 1962, elle participe à la conférence des femmes africaines (CFA), à Dar es Salam en Tanzanie, pour la création de l'Organisation panafricaine des femmes (OPF), en mobilisant les femmes à participer à la lutte sur le continent pour la débarrasser du fléau du colonialisme. Mais la priorité semble être au combat politique pour l'indépendance et la décolonisation, et certains thèmes retenus, notamment la lutte contre la polygamie et contre les mutilations génitales, se heurtent, de retour à Conakry, aux résistances des militantes « de base ». Jeanne Martin Cissé continue en parallèle de s'engager et de grimper les échelons au sein du Parti démocratique de Guinée, malgré le durcissement du régime. En 1968, elle est élue députée au Parlement. En 1971, elle entre au comité central puis au bureau politique. Pourtant, les purges succèdent aux purges notamment après l'attaque appelé opération Mar Verde du 22 novembre 1970. Son propre mari, Ansoumane Touré, ainsi que des militantes proches d'elle telles que Loffo Camara, qui l'accompagnait à Bamako en 1959, sont arrêtés, emprisonnés au camp Boiro et y meurent quelques mois plus tard.
Se tenant éloigné durant ce début des années 1970 de la politique intérieure de Guinée, elle se consacre essentiellement à l’action diplomatique. Elle est la secrétaire générale de la Conférence des femmes africaines jusqu'en 1974, tout en étant déléguée à la commission de la condition de la femme siégeant à Genève, durant 6 ans, et à la commission des Nations unies chargée des affaires humanitaires. En 1969, elle fait inviter Stokely Carmichael, leader des Black Panthers et sa femme Myriam Makeba aux festivités nationales. Ils s'installent en Guinée. En 1972, elle est désignée au poste de représentante permanente de la Guinée aux Nations unies, et devient par là même, ponctuellement présidente du Conseil de Sécurité de l’ONU, son pays étant alors membre non permanent de ce comité. Elle est la première femme à exercer cette présidence. En 1974, elle est élue présidente du Comité spécial contre l’apartheid des Nations unies. Elle effectue plusieurs déplacements en Europe, en Asie et en Amérique Latine, pour soutenir l'ANC au niveau international.
En 1976, elle revient en Guinée à la demande du président pour entrer au gouvernement comme ministre des Affaires Sociales. Elle s'y consacre notamment à l'éducation des femmes. Après la mort de Sékou Touré, elle est arrêtée, début avril 1984 et détenue, sans jugement, jusqu'en mai 1985,  puis libérée en compagnie de treize anciens ministres ou secrétaires d’État, cinq hauts fonctionnaires, la fille aînée de l'ancien président, Mme Aminata Touré, l'ancien chef d'état-major de l'armée de terre, et dix autres militaires. Selon un communiqué officiel, la libération de ces personnalités se justifie par l'absence de charges. Mais cette décision des autorités n'empêche pas un nouvel emprisonnement, pendant quelques jours, après le coup d’État manqué du colonel Diarra Traoré en juillet 1985. Ayant a priori abandonnée tout rôle politique guinéen, elle décide de quitter son pays dès sa seconde libération, en juillet 1985, pour gagner le Sénégal puis les États-Unis. En 1988, elle accepte toutefois d'être associée au Comité international de solidarité en faveur des femmes et des enfants d’Afrique australe et effectue une ultime mission dans les camps de réfugiés de Zambie et du Zimbabwe. En 2008, elle écrit son autobiographie, intitulée La fille du Milo, et refuse de s'y prononcer sur le régime dictatorial de Sékou Touré. Le Milo est un cours d'eau qui traverse sa région natale, en Haute-Guinée, un affluent du fleuve Niger.
Elle est morte le 21 février 2017 à Conakry.

## Publication
- La fille du Milo, autobiographie, Paris, Éditions Présence Africaine, 2009.

### Webographie
- « Jeanne Martin Cissé », sur aflit.arts.uwa.edu.au.
- Céline Pauthier, « Cissé Jeanne Martin », sur le site du Maitron.